# Himanka

Wappen der ehemaligen Gemeinde Himanka

Himanka [ˈhimɑŋkɑ] (schwed. Himango) ist eine ehemalige Gemeinde im Westen Finnlands. Zum Jahresbeginn 2010 wurde sie in die Stadt Kalajoki eingemeindet.
Himanka liegt an der Westküste Finnlands 28 Kilometer südwestlich des Zentrums von Kalajoki. Der Hauptort der ehemaligen Gemeinde heißt Raumankari und liegt an der Mündung des Lestijoki-Flusses in den Bottnischen Meerbusen. Daneben gehören zum ehemaligen Gemeindegebiet die Dörfer Ainali, Hillilä, Himankakylä, Lahdensuu, Pahkala, Pernu, Pöntiö, Rautila, Saarenpää, Tomujoki, Torvenkylä und Kannuskylä. Insgesamt hatte die Gemeinde eine Fläche von 256,5 km² (unter Ausschluss der Meeresgebiete). Die Einwohnerzahl betrug zuletzt 3.023. Die Gemeinde war einsprachig finnischsprachig.

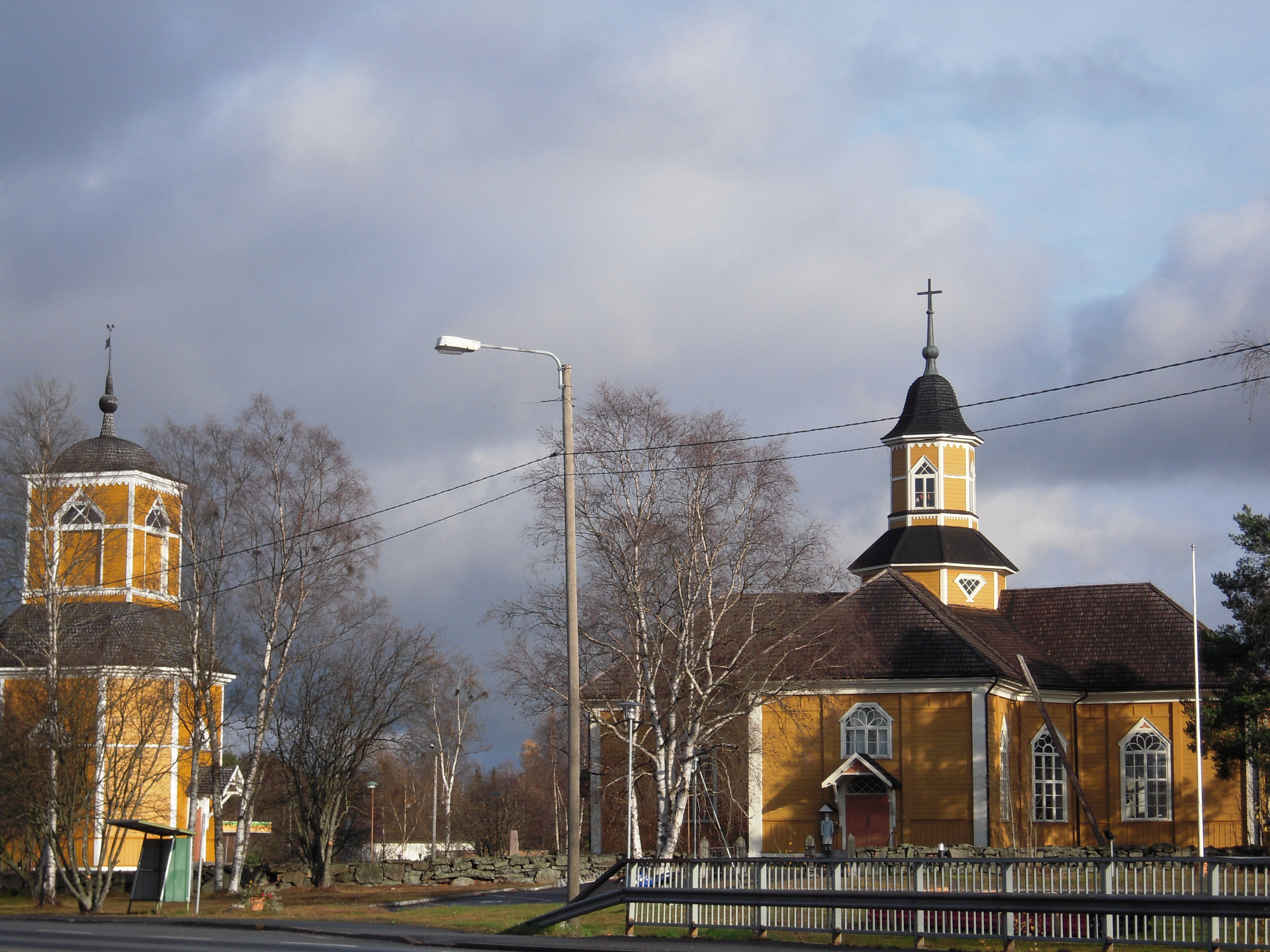
Die Kirche von Himanka

Der Hauptort Raumankari besteht seit dem frühen 18. Jahrhundert. Gegen Ende desselben Jahrhunderts wurde dort ein Sägewerk errichtet, das bis in die 1950er Jahre in Betrieb blieb. Ursprünglich gehörte Himanka zum Kirchspiel Lohtaja. 1794 erhielt Himanka ein eigenes Bethaus, 1846 wurde es zur Kapellengemeinde erhoben. Im Zuge der kommunalen Neuordnung Finnlands wurde 1868 die politische Gemeinde Himanka ins Leben gerufen. Die Kirchengemeinde Himanka löste sich 1898 endgültig von Lohtaja. Zum Jahresbeginn 2010 wurde Himanka in die Stadt Kalajoki eingemeindet. Zur Zeit seiner kommunalen Selbstständigkeit gehörte Himanka zur Landschaft Mittelösterbotten, durch die Eingemeindung kam es zu Nordösterbotten.
Das Gebiet von Himanka ist ländlich geprägt, Haupterwerbszweige sind traditionell Kartoffelanbau, Pelztierhaltung und Fischerei. Hauptsehenswürdigkeiten Himankas sind die 1794 erbaute Holzkirche und das historische Kirchdorf Raumankari, in dem sich teilweise noch Holzgebäude aus dem frühen 19. Jahrhundert erhalten haben.